# 萌芽更新
萌芽更新（ほうがこうしん、ぼうがこうしん、英語:Coppicing）とは、樹木の伐採後、残された根株の休眠芽の生育を期待して森林の再生を図る方法。

## 概要

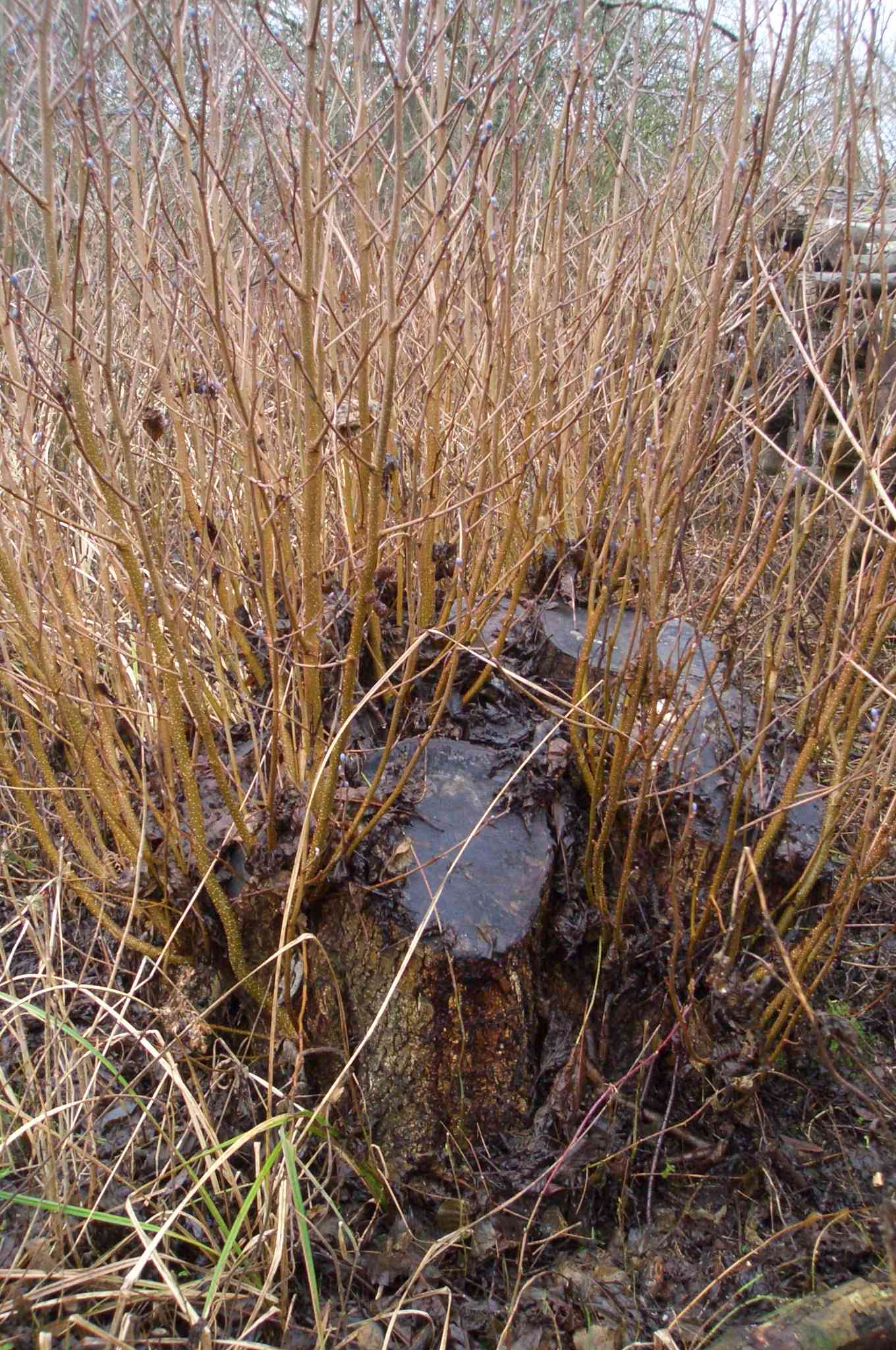
萌芽によって更新中のハンノキ属の切り株

萌芽が活発な広葉樹を伐採した翌年には、根株からびっしりと休眠していた芽が萌芽し、生育を始める。これが成長して新たな森林を作るのを期待するのが萌芽更新である。また、伐採されたことにより地表に太陽光が届くようになるため、周囲に落下していた種子からの天然更新も進む。
萌芽更新による森林は、定期的に伐採を行っても再生を繰り返す、永続的な資源となることから、入会地として地域で管理されているものも多かった。このような森林では、ほぼ同じ太さの樹木から構成され、また、同一種の2-3本がある程度まとまって存在することが多い。これは、先代の切り株から生じた主幹がそれぞれ独立な株となり、元あった切り株は腐って無くなったためである。なお、伐採を繰り返すと、このようにして生じた新たな主幹は次第に距離を置くことになる。これを木が歩いたと表現する例もある。
かつては、薪炭生産を行っていた日本の里山で、萌芽更新による森林は普遍的に見受けられた。しかし、化石燃料へのエネルギー革命が進展するに従い放棄されたり、住宅用材として高騰していたスギやヒノキの人工林に姿を変え、消滅していった。

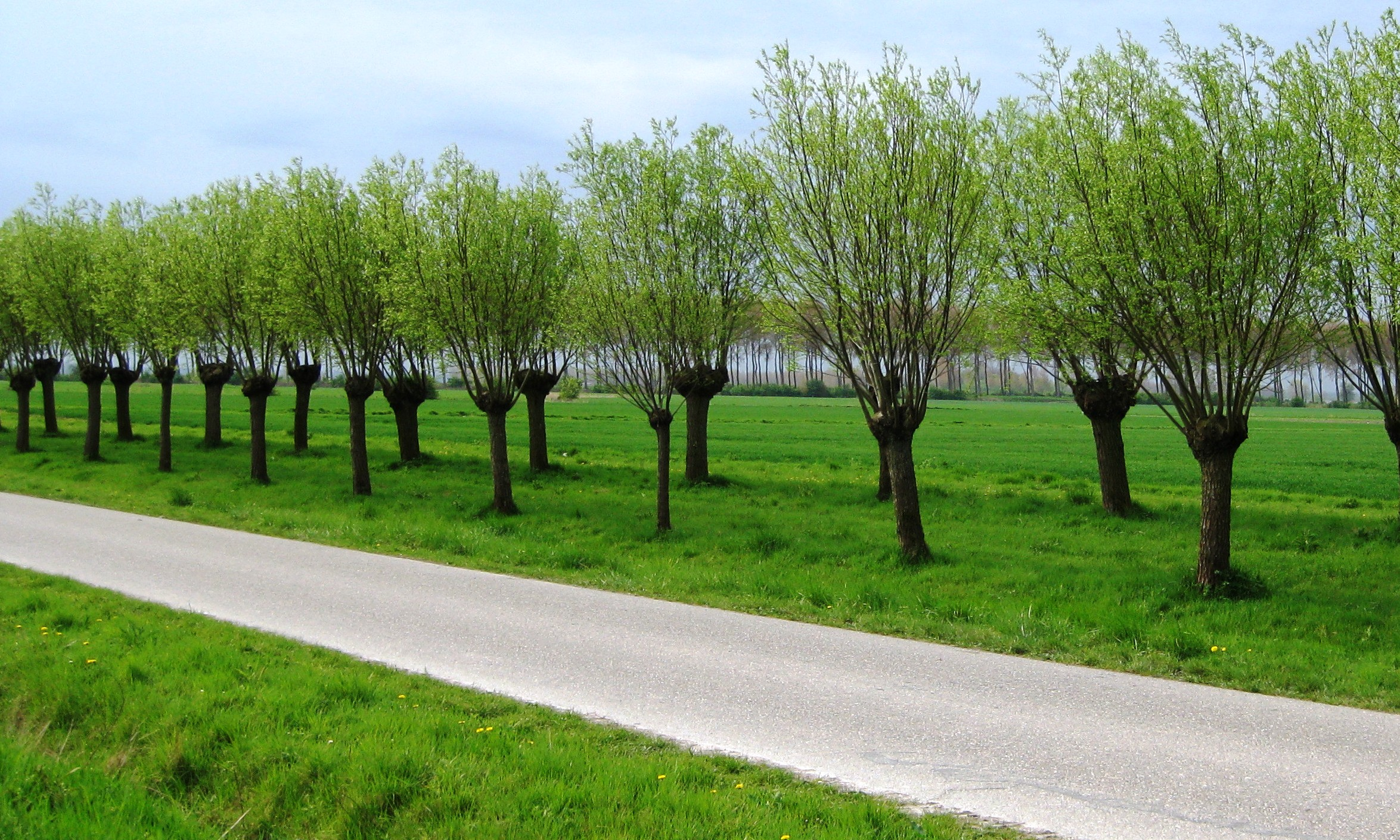
台伐り萌芽による更新

萌芽更新のうち、地上1m以上比較的高い位置で伐採や剪定を行い、萌芽を発生させて更新するものは、特に頭木更新や台株更新と呼ばれることもある。そのような更新で樹木上部に発生した萌芽は台伐り萌芽（英語:pollard）と呼ばれる
和歌山県南部や高知県、徳島県南部では、備長炭生産のための原料としてウバメガシ林が確保されたが、これが萌芽更新で維持されていた。紀州には200年萌芽更新されてきたと伝わるウバメガシの株も存在している。
また徳島県南地域に伝わる「海部の樵木林業」という大正時代の文献には、太さが１寸以上の幹のみを伐採する「択伐矮林（たくばつわいりん）更新法」という手法に則って、萌芽更新による生産性の高い薪炭林施業を行っていたと記載されている。

## 萌芽更新が期待できる樹種
樹種にもよるが、老木（40年以上）より若木（20 - 30年以下）の方がより活発に萌芽する。このため、伐採は若木のうちに行う方が、より確実に萌芽更新が期待できる。
ブナ科 (Fagaceae)
ブナ属（Fagus）、コナラ属（Quercus）、クリ属（Castanea）、マテバシイ属（Lithocarpus）などのいわゆるドングリが実る樹木から成る科で萌芽力が旺盛な種類が多い。日本の里山における萌芽更新の主役であり、燃料やシイタケをはじめとするキノコのほだ木の供給源として重要な役割を果たしていた。ブナに代表されるように積雪地では比較的高い位置で伐採する方法が採られたので、「あがりこ」と呼ばれる独特な樹形が見られる。
スギ（Cryptomeria japonica）
マツ（Pinus）、ヒノキ、モミ（Abies）、トウヒ（Picea）などといった針葉樹は一般に萌芽しにくいが、スギの場合系統によっては比較的萌芽しやすいという。スギと言えば木材生産用の樹種として有名であるが、萌芽更新を活かした木材生産を行っているところでは京都の北山が有名で、台木から複数の幹を成長させて小径の丸太を生産する台杉施業と呼ばれるものが行われている。
イチョウ（Ginkgo biloba）
萌芽力が強く、強度の剪定にも耐えるために街路樹などにもよく植えられる。イチョウの種子はぎんなんといって食用であるが、これの採取用として畑に植えられたものは採取しやすいように仕立てられるので独特な樹形になる。
クワ
ぎんなん採取用のイチョウと同じく養蚕時のカイコの餌として定期的に伐採されたため、独特な樹形になったクワが見られることがある。
ユリノキ（Liriodendron tulipifera）
イチョウ同様に街路樹として植えられることも多い樹木。地際からの萌芽も見られるが、大木になるために剪定によって樹上に台伐り萌芽が発達しているものも多い。